# Кайрський договір
Кайрський договір (оригінальна назва — лат. Pacta conventa inter dominium Crymense et Exercitum Zaporoviensem gentemque Parvae Rossiae in perpetuam amicitiam, confraternitaten et unionem armorum indissolubilem, circa Cairam — Договір між Кримською державою та Запорозьким Військом і народом Малоросії, укладений для вічної дружби, братерства та нерозривного військового союзу) — латиномовний договір між Гетьманщиною, представленою еміграційним урядом Пилипа Орлика, та Кримським ханатом, підписаний 23 січня 1711 року.
Спочатку договір було оформлено у вигляді шертної (присяжної) грамоти, підписаної послами від еміграційного уряду Пилипа Орлика — Дмитром Горленком та від Кримського ханату — мурзою Девлетшахом на посольському з'їзді, що відбувався поблизу броду Кайр на річці Дніпро (у сучасному Нікопольському районі Дніпропетровської області). Пізніше текст договору у формі привілею-резолюції Криму Гетьманщині у відповідь на «Головні пункти для переговорів про договір з ханом та Кримською державою» 1710 року підтвердив своїм підписом хан Девлет-Гірей II. Текст документа суцільний, без поділу на статті.
Договір охоплює, хоча й у менш чіткій формі, частину вимог, висловлених у «Головних пунктах…». Водночас він не містить норм, не запропонованих українською інструкцією. Кримські посли не включили до договору майже нічого з політичного блоку українських вимог. За своєю суттю це була угода кримського хана з козацтвом як з військовою організацією про оборонно-наступальний військовий союз Гетьманщини з Кримським ханством. Зазначалися наміри сторін здійснювати координовану зовнішню політику — зокрема узгоджувати зміст переговорів та угод з Московським царством. Кримський ханат не брав на себе жодних політичних зобов'язань. Питання державної приналежності території Гетьманщини в угоді не фігурувало. Натомість проголошувалися право мешканців Гетьманщини на самовизначення та невтручання в їх внутрішні справи з боку Криму, а також недоторканність майна козаків, культових споруд та церковного майна. Підтверджувалися пільги козацтва на промисли в межах володінь Кримського ханату.
Заручником — гарантом виконання Кайрського договору — у Бахчисараї залишився Григорій Орлик.
Одразу після укладення Кайрського договору було розпочато похід на Правобережну Україну, організований Кримом, українським еміграційним урядом та польськими прихильниками короля Станіслава I.
Уперше Кайрський договір опублікував 1847 року Осип Бодянський з копії XVIII століття, зробленої Миколою Ханенком. Копії Кайрського договору зберігаються в архіві Міністерства закордонних справ Франції.